# كاثرين فلاورز
كاثرين فلاورز (بالإنجليزية: Katherine Flowers)‏ هي راقصة أمريكية، ولدت في 1896، وتوفيت في 1982.